# Flexiseps alluaudi
Flexiseps alluaudi — вид сцинкоподібних ящірок родини сцинкових (Scincidae). Ендемік Мадагаскару. Вид названий на честь французького ентомолога Шарля Аллюо.

## Поширення і екологія
Flexiseps alluaudi мешкають на півночі острова Мадагаскар, зокрема в національному парку Монтань-д'Амбр, а також на сусідньому острові Нусі-Бе. Вони живуть у вологих тропічних лісах самбірано.

## Збереження
МСОП класифікує цей вид як вразливий. Flexiseps alluaudi загрожує знищення природного середовища.